# Il campione (singolo)
Il campione è un singolo del cantautore italiano Ermal Meta, pubblicato il 3 gennaio 2025 come primo estratto dalla riedizione digitale del quinto album in studio Buona fortuna.

## Descrizione
Il brano, scritto dallo stesso cantautore con Andrea Vigentini e Lorenzo Lumia, è prodotto dallo stesso Ermal Meta con Giordano Colombo.

## Promozione
Il brano è stato eseguito dallo stesso cantautore il 12 gennaio 2025 nel corso della quattordicesima puntata della ventiquattresima edizione del talent show Amici di Maria De Filippi.

## Video musicale
Il video musicale, diretto da Alessandro Di Palma e Luana Fanelli, è stato pubblicato in concomitanza all'uscita del brano attraverso il canale YouTube del cantautore.

## Tracce
Testi di Ermal Meta, Andrea Vigentini e Lorenzo Lumia, musiche di Ermal Meta e Giordano Colombo.
1. Il campione – 3:50